# Международный аэропорт имени Хосе Марти
Международный аэропорт имени Хосе Марти (исп. Aeropuerto Internacional José Martí (ИАТА: HAV, ИКАО: MUHA) — международный аэропорт, расположенный в 18 километрах к юго-западу от Гаваны. Аэропорт имеет пять терминалов и является главными воздушными воротами Кубы. Пассажиропоток составляет порядка 3,5 млн человек в год. Назван в честь кубинского поэта и патриота Хосе Марти.

## История
Строительство аэропорта было начато в 1929 году. 4 февраля 1930 года аэропорт был открыт под названием Havana Columbia Airport. 30 октября 1930 года авиакомпания Кубана (в то время CNCAC, S.A) совершила первый почтовый полёт из Гаваны в Сантьяго-де-Кубу на самолёте Ford Trimotor с остановками в городах Санта-Клара, Морон и Камагуэй. В 1936 году из аэропорта был совершен полёт в Мадрид. В январе 1943 года в аэропорту был возведён первый командно-диспетчерский пункт. Первым коммерческим рейсом из аэропорта стал рейс по маршруту Гавана — Майами на самолёте Douglas DC-3.
15 апреля 1961 года аэропорт был подвергнут бомбардировке американскими самолётами Douglas A-26 Invader за два дня до высадки бригады 2506 в преддверии начала операции в заливе Свиней, которая впоследствии не имела успеха.
После событий 1961 года отношения Кубы и США были испорчены, а после наложения властями США на Кубу санкций, воздушное сообщение между государствами было прервано вплоть до 1988 года. В 1970—1980-х годах в процессе сближения Кубы с СССР аэропорт использовался авиакомпаниями восточного блока, среди которых были Аэрофлот, Czech Airlines, Interflug, Malév Hungarian Airlines.
В 1988 году был открыт второй терминал, использующийся для воздушного сообщения между Кубой и США, в 1998 году был открыт современный третий терминал для обслуживания основной массы международных рейсов. В 2002 году был открыт грузовой терминал. Позже был построен пятый терминал, который используется для внутренних рейсов.

## Сообщения
- Aeropostal (Каракас)
- Air Canada (Монреаль, Торонто)
- Air France (Париж)
- Aero Caribbean (Кайо-Коко, Джорджтаун, Ольгин, Манагуа, Сантьяго-де-Куба, Санто-Доминго, Порт-о-Пренс)
- Conviasa (Москва (Шереметьево))
- Aerogaviota (Баракоа, Кайо Ларго Дель Сур, Варадеро)
- Air Jamaica (Кингстон, Монтего-Бэй)
- Air Europa (Мадрид)
- Bahamasair (Нассау)
- Cayman Airways (Джорджтаун)
- Condor Flugdienst (Франкфурт)
- Copa Airlines (Панама)
- Cubana (Баракоа, Баямо, Богота, Буэнос-Айрес, Камагуэй, Канкун, Каракас, Кайо Ларго Дель Сур, Сьего де Авила, Сьенфуэгос, Фор-де-Франс, Гуантанамо, Гватемала, Ольгин, Кингстон, Лас-Пальмас, Лондон, Мадрид, Мансанильо, Мехико, Моа, Монреаль, Москва, Нассау, Нуэва Херона, Панама, Париж, Пуэнт-а-Питр, Рим, Сан-Хосе, Санта-Клара, Сантьяго-де-Куба, Санто-Доминго, Сан-Пауло, Торонто, Варадеро, Виктория де-лас-Тунас)
- Iberia (Мадрид)
- LACSA (Сан-Хосе)
- LAN Airlines (Канкун, Сантьяго)
- Martinair (Амстердам, Ольгин, Монтего-Бэй, Пуэрто-Плата)
- TACA (Сан-Сальвадор)
- Turkish Airlines (Стамбул)
- Virgin Atlantic (Лондон)